# Apologia do Matemático
Apologia do Matemático ou Em defesa de um matemático  (A Mathematician's Apology) é um ensaio de 1940 da autoria do matemático britânico Godfrey Harold Hardy. Debruça-se sobre a estética da matemática com algum conteúdo de cariz pessoal e fornece ao leigo o acesso à mente de um matemático profissional. Segundo C. P. Snow, amigo próximo de Hardy e autor do prefácio, a obra é "apesar de todo o seu bom humor, desesperadamente triste". 

## Sinopse
No título da obra, Hardy utiliza a palavra "apologia" no sentido de uma justificação formal ou defesa como na Apologia de Sócrates escrita por Platão, e não no sentido de um pedido de perdão.
Hardy sentiu a necessidade de defender, nesta altura, o seu trabalho de uma vida na matemática, por duas razões principais. 
Em primeiro lugar, aos 62 anos de idade, Hardy sentiu a aproximação da terceira idade (havia sobrevivido a uma ataque cardíaco em 1939) e o declínio da sua criatividades e das suas capacidades no domínio da matemática. Ao dedicar-se à escrita da Apologia, Hardy estava a admitir que o seu tempo como matemático criativo terminara. No seu prefácio à edição de 1967, C. P. Snow descreve a Apologia como "um lamento apaixonado pelos poderes criativos que foram e não mais voltarão".
Nas palavras de Hardy, "Exposição, criticismo, apreciação, é tudo trabalho para mentes de segunda linha. [...] É uma experiência melancólica para um matemático profissional descobrir-se ele próprio a escrever sobre matemática. A função de um matemático é fazer algo, provar novos teoremas, acrescentar à matemática, e não falar sobre o que ele ou outros matemáticos fizeram".
Hardy acreditava que não mais poderia manter-se envolvido, de um modo activo, no desenvolvimento de novas ideias matemáticas; como ele escreveu, "Eu escrevo sobre matemática porque, como qualquer outro matemático que ultrapassou os sessenta, já não tenho a frescura mental, a energia ou a paciência necessárias para continuar adequadamente o meu trabalho" logo, a única coisa que lhe restava para poder contribuir para a matemática, assim acreditava, era escrever um livro sobre matemática onde pudesse expressar a sua visão pessoal sobre a área.
Em segundo lugar, no início na Segunda Guerra Mundial, Hardy, que era um pacifista convicto, queria justificar a sua crença de que a matemática devia ser estudada por si mesma, não por virtude das suas aplicações. O acto de estudar matemática simplesmente pelas suas pureza, perfeição interna e clareza dos conceitos subjacentes. Ele queria escrever um livro em que explicasse a sua filosofia matemática à geração de matemáticos seguinte. Um livro que defendesse a matemática na base da sua importância endógena, para tal centrando-se nos méritos da matemática pura, sem qualquer recurso às realizações da matemática aplicada para fundamentar a importância da matemática; um livro que inspirasse as futuras gerações de matemáticos puros. Como Hardy era um ateísta, ele justifica-se não perante Deus, mas perante o seu próximo. 
Um dos temas preponderantes do seu livro é a beleza que a matemática encerra, que Hardy compara à pintura ou à poesia. Para Hardy, a mais bela matemática era aquela que não possuía aplicação no mundo exterior, referindo-se à matemática pura e, em particular, ao seu domínio de especialização, a Teoria dos números. Ele justifica o estudo da matemática com o argumento de que a sua "inutilidade" tem por implicação não poder aquela ser empregue de modo errado para causar prejuízo. Por outro lado, Hardy rebaixa a matemática aplicada, descrevendo-a como "disforme", "trivial" e "insípida".
Estas caracterizações relativamente à matemática aplicada significa que não é o facto de ela ser aplicada que a torna disforme, trivial e insípida, mas que ela assim o é porque a matemática mais disforme, trivial e insípida é a que mais frequentemente encontra aplicação. Essas caracterizações são atribuídas ou não a certos ramos da matemática, consoante a originalidade, a profundidade e a beleza dos conceitos subjacentes que constituem as raízes desses ramos tal como definidos por Godfrey Harold Hardy. 
Isto é vincado por Hardy nos seus comentários a uma frase atribuída a Carl Friedrich Gauss de que "A matemática é a rainha das ciências e a teoria dos números é a rainha da matemática". Alguns acreditam que é a não-aplicabilidade extrema da teoria dos números a responsável pela afirmação de Gauss; todavia, Hardy destaca que esta não é decerto a razão. Se uma aplicação da teoria dos números puder ser encontrada, pessoa alguma tentará destronar a "rainha da matemática" por isso.
O que Gauss queria dizer, segundo Hardy, é que os conceitos subjacentes que compôem a teoria dos números são mais profundos e mais elegantes que os de qualquer outro ramo da matemática.
A sua crença na matemática pura parece ser sintetizada no seguinte excerto do livro: "A matemática pura, por outro lado, assemelha-se-me como uma rocha onde todo o idealismo se funda: 317 é um número primo, não porque o pensemos assim, nem porque as nossas mentes estejam moldadas de uma forma ou de outra, mas porque assim é, porque a realidade matemática assim é construída."
Outro dos temas abordados é o da matemática como tarefa para um homem jovem, de forma que qualquer um dotado de talento para a matemática deverá desenvolver e usar esse talento enquanto for jovem, antes que a sua capacidades para criar matemática original entre em declínio com a meia-idade. Esta visão reflecte a depressão crescente de Hardy face à decadência dos seus poderes matemáticos. Para Hardy, a matemática real era essencialmente uma actividade criativa, ao invés de uma actividade explicativa ou expositória.

## Crítica
As opiniões de Hardy foram fortemente influenciadas pela cultura académica das universidades de Cambridge e Oxford entre a Primeira e a Segunda Grande Guerra. 
Em retrospectiva, alguns dos exemplos dados por Hardy afiguram-se infelizes. Ele escreve, por exemplo, "Ninguém descobriu ainda nenhum utilização bélica para a teoria dos números ou a relatividade, e parece improvável que alguém o faça nos anos vindouros". Desde então, a aplicação da relatividade fez parte do desenvolvimento de armas nucleares, enquanto a teoria dos números figura hoje proeminentemente na criptografia. No entanto, os exemplos mais proeminentes de Hardy para a elegância das descobertas matemáticas sem aplicação (demonstrações da infinitude dos números primos e da irracionalidade da raiz quadrada do número dois) ainda resistem.
Contudo, não foi a aplicabilidade do conceito matemático que levou Hardy a descrever a matemática aplicada como que inferior à matemática pura; mas sim a simplicidade e a banalidade que lhe são inerentes.
Ele considera que o Teorema de Rolle, por exemplo, embora seja de alguma importância para o cálculo real, não pode ser comparado com a elegância e superioridade da matemática produzida por Leonhard Euler, Évariste Galois ou outros matemáticos puros.